# La prima volta (di mia figlia)
La prima volta (di mia figlia) è un film del 2015 co-scritto, diretto e interpretato da Riccardo Rossi.

## Trama
Alberto è un medico della mutua, separato da dieci anni, ossessionato dall'ordine e totalmente dedito a Bianca, sua figlia quindicenne.
Un giorno legge di nascosto il diario di Bianca scoprendo così che sua figlia sta per fare l'amore per la prima volta. La notizia sconvolge Alberto, che decide di battersi affinché la cosa non si verifichi o che, per lo meno, la figlia capisca come dovrebbe essere fatto. Così, per dissuadere la figlia dal suo intento, organizza una cena con la sua amica Marina, esperta di adolescenti in quanto ginecologa al consultorio. Si aggiungono al tavolo, inaspettatamente, Giovanni, il marito di Marina, ed Irene, collega psicologa di Alberto, da lui detestata in quanto suo esatto contrario. Ognuno si trova a raccontare la sua prima volta e quella che doveva essere una cena istruttiva si trasforma così in una caotica terapia di gruppo che cambierà per sempre il rapporto tra Alberto e la figlia Bianca.

## Produzione e distribuzione
Il film è stato prodotto da Ascent Film, Rai Cinema e Dean Film. È stato distribuito nelle sale cinematografiche italiane il 19 marzo 2015 da Universal Pictures Italia.

## Riconoscimenti
- 2015 - Nastro d'argento
  - Candidatura Miglior soggetto a Chiara Barzini, Luca Infascelli e Riccardo Rossi
  - Candidatura Miglior attore non protagonista a Stefano Fresi